# Sułów Mały
Sułów Mały (prononciation : [ˈsuwuf ˈmawɨ]) est un village polonais de la gmina de Bojanowo dans le powiat de Rawicz de la voïvodie de Grande-Pologne dans le centre-ouest de la Pologne.
Il se situe à environ 6 kilomètres au sud de Bojanowo (siège de la gmina), à 11 kilomètres au nord-ouest de Rawicz (siège du powiat) et à 83 kilomètres au sud de Poznań (capitale régionale).

## Histoire
De 1975 à 1998, le village faisait partie du territoire de la voïvodie de Leszno.

Depuis 1999, Sułów Mały est situé dans la voïvodie de Grande-Pologne.